# 오광수 (1960년)
오광수(1960~)는 대한민국의 검사 출신 변호사, 전 정무직공무원이다. 이재명 정부의 초대 민정수석을 지냈다.

## 경력
- 1986 제28회 사법시험 합격
- 1989 사법연수원 제18기 수료
- 1989~1991 부산지방검찰청 검사
- 1991~1993 대전지방검찰청 강경지청 검사
- 1993~1995 서울지방검찰청 검사
- 1995~1997 수원지방검찰청 검사(대검찰청 중앙수사부 파견)
- 1997~1999 대전지방검찰청 검사(대검찰청 중앙수사부 파견)
- 1999~2001 대검찰청 검찰연구관
- 2001 수원지방검찰청 성남지청 부부장검사(대검찰청 중앙수사부 파견)
- 2001~2002 광주지방검찰청 해남지청장
- 2002~2004 서울지방검찰청 특수부 부부장검사
- 2003 미국 뉴욕 브루클린검찰청 수사실무연수
- 2004 인천지방검찰청 특수부 부장검사
- 2005 대검찰청 중수2과 과장
- 2007 서울중앙지방검찰청 특수2부 부장검사
- 2008 대전지방검찰청 서산지청장
- 2009 부산지방검찰청 2차장검사
- 2009 서울서부지방검찰청 차장검사
- 2010 수원지방검찰청 안산지청장
- 2011 법무연수원 연구위원
- 2012 대구고등검찰청 1차장검사 (검사장)
- 2013 청주지방검찰청 검사장
- 2013 대구지방검찰청 검사장
- 2015 법무부 범죄예방정책국장
- 2016 변호사오광수법률사무소 대표변호사
- 2018 법무법인 인월 대표변호사
- 2020~2025 법무법인 대륙아주 변호사
- 2025~2025 대통령비서실 민정수석비서관